# Arcangelo

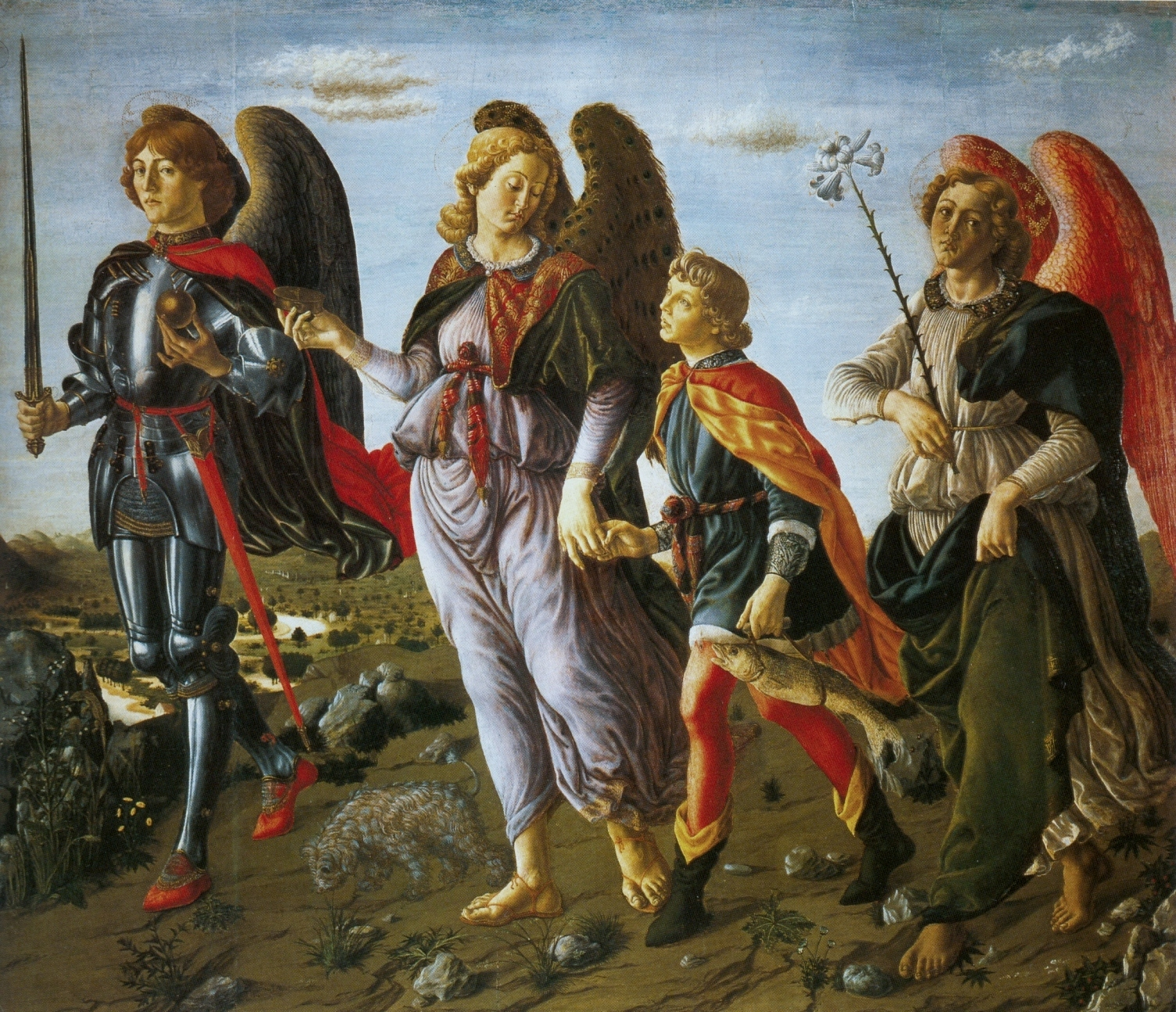
Tre Arcangeli con Tobia, Francesco Botticini, 1470, Galleria degli Uffizi

L'arcangelo è un tipo di angelo, presente nel Cristianesimo, nell'Ebraismo e nell'Islam.
L'etimo deriva dal latino archangelus (in greco antico: ἀρχάγγελος?, archànghelos), composto dalle parole greche αρχειν, "àrchein", comandare e αγγελος, "àngelos", angelo (la traduzione letterale è "angelo capo" o "capo degli angeli"). Nella tradizione giudaico cristiana vi sono uno (Michele), tre (con Gabriele e Raffaele), quattro (con Uriel), o sette arcangeli (con Barachiel, Iehudiel, Selatiel), a seconda del canone riconosciuto e della tradizione adottata.

## Nell'Ebraismo
Non ci sono espliciti riferimenti agli arcangeli nei testi canonici della Bibbia Ebraica (Vecchio Testamento). Solitamente si trovano menzioni più generali ad angeli, a partire dal Pentateuco in cui compaiono nelle storie di Abramo (che incontrò tre angeli presso il luogo detto "le Querce di Mamre", che gli annunciarono la nascita del figlio tanto atteso, Isacco), di Giacobbe (che lottò con Dio e in quella stessa notte ricevette da Dio un nuovo nome, Israele, che in aramaico significa "forte con Dio") e di Lot (che fu avvertito da un angelo riguardo agli impedimenti per la costruzione delle città di Sodoma e Gomorra), per poi intensificare la loro presenza nei libri più tardi come quello di Daniele.
I sette arcangeli (o angeli sempre alla presenza di Dio) compaiono nel libro di Tobia (che non è canonico per ebrei e protestanti, ma lo è per cattolici e ortodossi). Secondo il libro di Tobia 12,1.5-15,20: "…allora l'angelo disse loro in segreto: ”Benedite il Dio del cielo e lodatelo davanti a tutti i viventi, perché egli ha usato con voi la Sua misericordia. È bene tenere nascosto il segreto del re; ma è degno di lode rivelare e proclamare le opere di Dio. Buona cosa è la preghiera unita al digiuno, e assai meglio è fare l'elemosina che accumulare tesori; l'elemosina infatti libera dalla morte, purifica dai peccati e fa trovare la misericordia e la vita eterna. Quelli che commettono il peccato e l'iniquità sono nemici della loro stessa vita. […] E proprio poiché tu eri gradito a Dio, fu necessario che la tentazione ti mettesse alla prova.[…] Io sono l'angelo Raffaele, uno dei sette che stanno davanti al Signore. È ormai tempo che io torni a Colui che mi ha mandato; voi dunque benedite Dio e fate conoscere a tutti le Sue meraviglie”.
I primi riferimenti agli arcangeli si hanno nella letteratura del periodo inter-testamentale.
Secondo il Rabbino Simeone ben Lakish di Tiberias (230-270), tutti i nomi specifici degli angeli furono introdotti dai giudei della Babilonia.
Per la tradizione rabbinica, il Qabbaláh, e secondo il libro di Enoch, il numero usuale degli arcangeli è almeno sette, che sono gli angeli focali. I tre più alti arcangeli sono comunemente identificati come: Michael, Raphael e Gabriel. Per questi tre Arcangeli sono ben noti l'esegesi e i passi dei Libri della Bibbia canonica, in cui sono menzionati per nome e titolo. C'è invece confusione nelle fonti, riguardo agli altri angeli: Uriel, Sariel, Samael, Raguel, Remiel, Zadkiel, Jophiel, Haniel e Chamuel.

## Nel Cristianesimo
Il Nuovo Testamento parla molto raramente di angeli, e fa solo due riferimenti a un arcangelo: chiamato Michele in Giuda 1:9 e senza nome in Prima lettera ai Tessalonicesi 4:16, dove la «voce dell'arcangelo» è sentita al ritorno di Cristo. Alla luce di Matteo 24:31 dovrebbe trattarsi sempre di Michele, costantemente considerato capo degli angeli nel resto delle Sacre Scritture (cfr. Daniele 10:21;12:1 e Apocalisse 12:7). Contrariamente alla credenza popolare, Gabriele non è chiamato arcangelo nel libro del profeta Daniele (8:16;9:21), mentre nei Vangeli col termine di angelo è menzionato in Luca 1:11-38, apparizione a Maria, Madre di Gesù Cristo, e a Zaccaria, futuro padre di Giovanni il Battista.
Anche Raffaele è titolato semplicemente come "angelo", inoltre è menzionato nel solo Libro di Tobia (5:4), uno dei libri deuterocanonici, e pertanto riconosciuto come canonico solo per i cattolici e gli ortodossi, ma apocrifo per gli ebrei e i protestanti.  

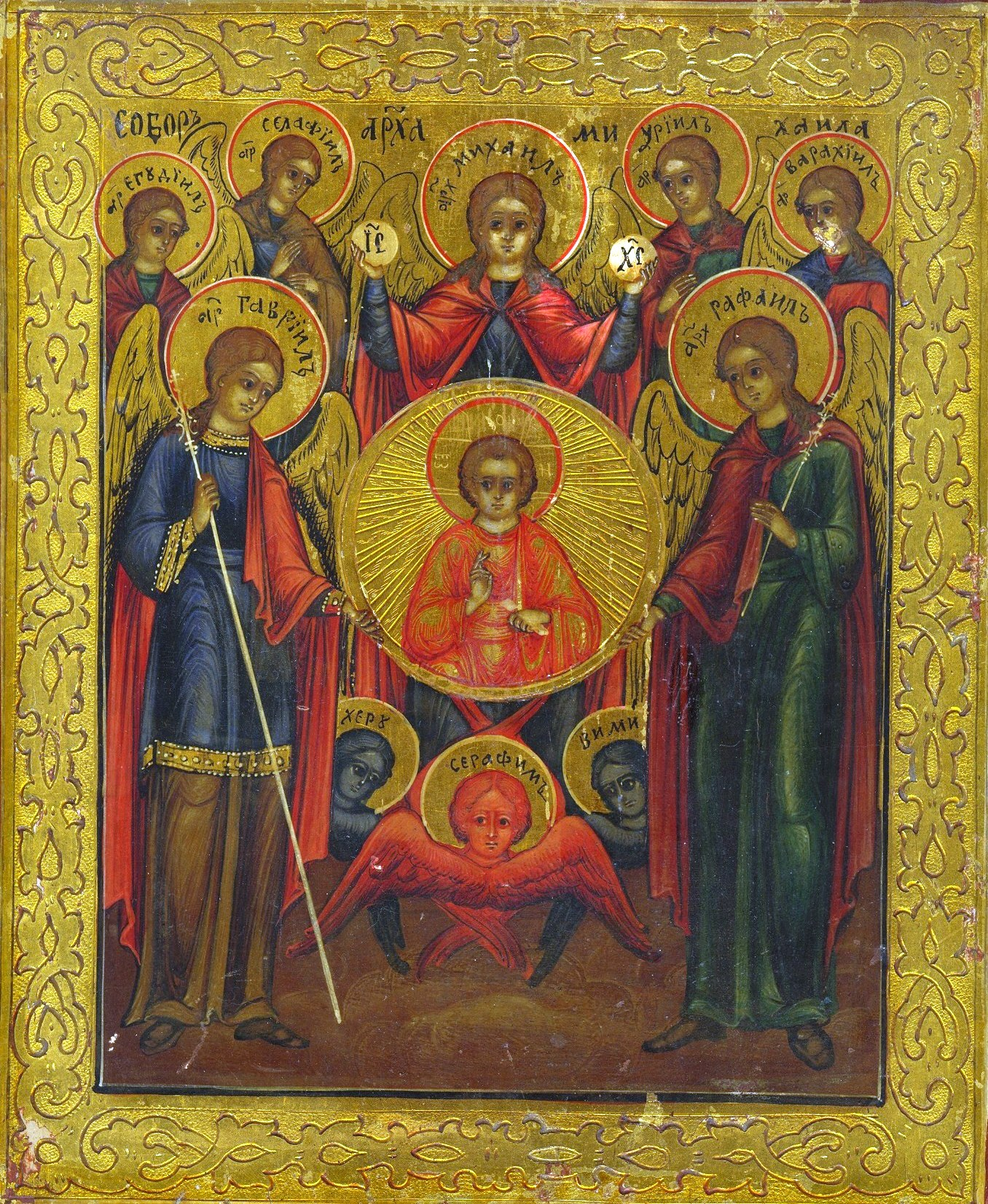
Icona cristiano-ortodossa dei sette arcangeli. Da sinistra a destra: Iehudiel, Gabriel, Selatiel, Michael, Uriel, Raphael, Barachiel. Sotto la mandorla di Cristo sono rappresentati Cherubini e Serafini.

I teologi cristiani, sia cattolici che protestanti, sono concordi nell'identificare, nell'Antico Testamento, l'Angelo del Signore (al singolare) come una prefigurazione del Cristo; quindi una teofania. La teofania non è in questo caso l'apparizione di Dio (come suggerisce la parola), ma la manifestazione terrena ai sensi di un angelo, che in cielo, trascendente in Paradiso, è pure totalmente uno e partecipe del Corpo Mistico del Cristo risorto dalla morte di croce.
A partire dall'VIII secolo la Chiesa cattolica consente la venerazione e invocazione dei soli arcangeli Michele, Gabriele e Raffaele; in passato era molto diffusa l'invocazione di Uriel ("Fuoco di Dio") come quarto arcangelo, ma fu esplicitamente proibita nel Concilio di Aquisgrana. Gli Ortodossi menzionano "sette arcangeli": Uriel è incluso e gli altri tre più spesso citati sono Selatiel ("Intercessore davanti a Dio"), Iehudiel ("Ricompensatore") e Barachiel ("Lode di Dio").
I nomi dei sette arcangeli ricomparvero in Occidente nel 1516, quando il sacerdote Antonio Lo Duca riscoprì le loro immagini nella volta della Cappella Palatina di Palermo, con i loro nomi, i loro motti e i loro attributi. Ciò determinò un ampio, ma temporaneo, interesse devozionale, che determinò nel 1523 la fondazione a Roma della confraternita dei Sette Arcangeli, a cui aderì anche l'imperatore Carlo V d'Asburgo. Il culto, destinato ad essere soppiantato dal culto per l'Angelo Custode, si diffuse anche in altre città. Ad esempio nella Cappella Metropolita del Duomo di Siracusa in quella che ora è l'attuale Cappella del Crocefisso, ma sino al XVII secolo era l'abside meridionale, i fedeli avevano l'usanza di offrire ai sette Arcangeli sette monete e collocare sette ceri mentre facevano le loro richieste; curiosamente San Iehudiel era invocato affinché non mancasse mai il benessere.
La preghiera ai "Sette Arcangeli" (traduzione della scritta sulla lapide presso l'altare della Cattedrale di Città del Messico):
e hai dato loro la missione di proteggerci e aiutarci a compiere la Tua volontà,

fai che non ci manchi mai la loro protezione, consolazione e il loro aiuto.

Allontana con la loro presenza le insidie del nemico e la presenza del maligno.

Santi Arcangeli Michele, Gabriele, Raffaele, Uriel, Selatiel, Iehudiel e Barachiel pregate per me. Amen.»

### Culto nelle chiese protestanti

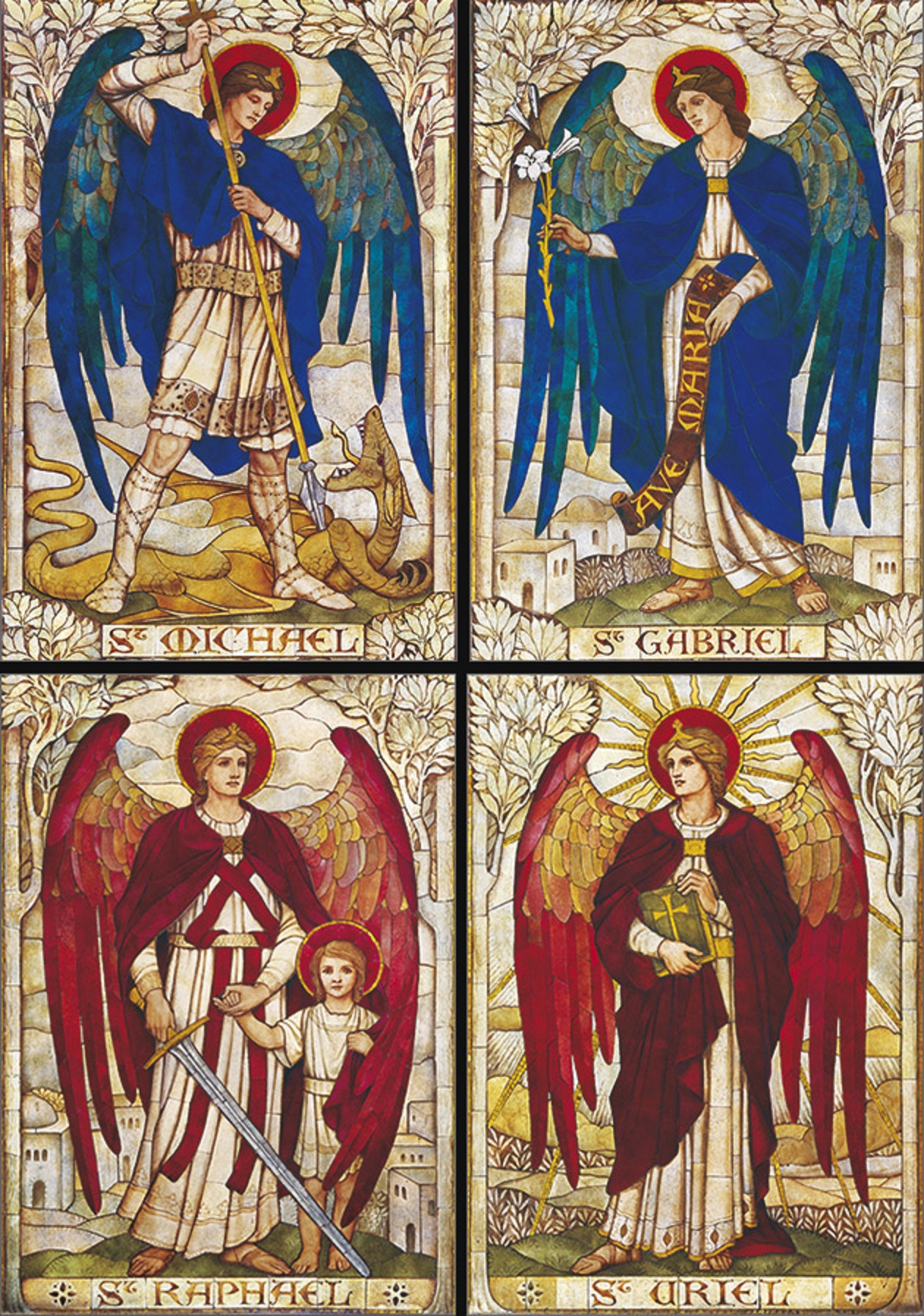
Mosaici dei quattro arcangeli nella chiesa anglicana St John’s Church, Boreham, Wiltshire.

Alcuni Protestanti vedono Michele come l'unico arcangelo, il solo esplicitamente descritto come tale nell'intera Bibbia. Altri invece ritengono che oltre a Michele, ci sia anche Gabriele che annunciò a Maria che avrebbe partorito un figlio, il figlio di Dio, benché esso nelle Sacre Scritture sia semplicemente titolato angelo e non arcangelo (Daniele 8:16;9:21; Luca 1:11-38)
Poiché la Bibbia protestante non menziona Raphael, i Protestanti non lo considerano un Arcangelo. Raffaele, infatti, è menzionato nel solo Libro di Tobia, uno dei libri deuterocanonici. Nel racconto, Raffaele arriva ad aiutare Tobi, curando la sua cecità, e suo figlio Tobia, guidandolo e salvandolo da un demone che voleva ucciderlo. Raffaele gioca altresì un ruolo molto importante nel libro di Enoch.

### Chiese avventiste
Le Chiese Avventiste identificano Gesù con l'Arcangelo Michele. Da questo punto di vista, Michele è il primo e più grande di tutte le creature di Dio. Questo, è motivato dalla Bibbia, dal fatto che entrambi sono nominati quali “capo delle milizie celesti” , e che entrambi verranno durante un “tempo di angustia” .

Inoltre, è supportato dal fatto che la Bibbia menziona solo un arcangelo per nome, Michele appunto, e che nella Prima lettera ai Tessalonicesi (4,16), San Paolo dice riguardo a Gesù:
In quest'ottica, arcangelo significherebbe "capo degli angeli" piuttosto che "capo angelo", e come questo titolo sarebbe sovrapponibile al «Principe» che usa Daniele, e a “capo dell'esercito del SIGNORE” dell'anonimo angelo apparso a Ghilgal a Giosuè .

1Tessalonicesi 4,16, è altrimenti tradotto:
Questo passo è letto, fra gli altri, unitamente con la Apocalisse di Giovanni, dove le sette trombe sono squillate sempre da sette angeli che annunciano altrettanti flagelli terreni, cui corrispondono sette coppe. Pertanto, le altre Chiese Cristiane interpretano Michele Arcangelo come Colui che (diverso dal Cristo) precederà Gesù, e suonerà la tromba annunciatrice del Gran Giudizio.
Secondo il credo cattolico ed ortodosso, gli angeli sono privi di un corpo, e non si possono incarnare in un corpo umano. La possibilità della incarnazione è una prerogativa esclusiva di Gesù Cristo: in tutta la Bibbia non si fa menzione di angeli incarnati dal cielo in un corpo umano, né nati in terra da una unione di carne. Nel fatto narrato della Annunciazione, Gabriele è menzionato per nome con la stessa parola ebraica di manifestazione per Michele e Raffaele, nei passi biblici loro riferiti. Tale parola non è altrove mai attribuita a Gesù. Da ultimo, tutti i nomi biblici sono mononimi, solo Michele farebbe eccezione avendone due.

### Culto nella Chiesa Cattolica

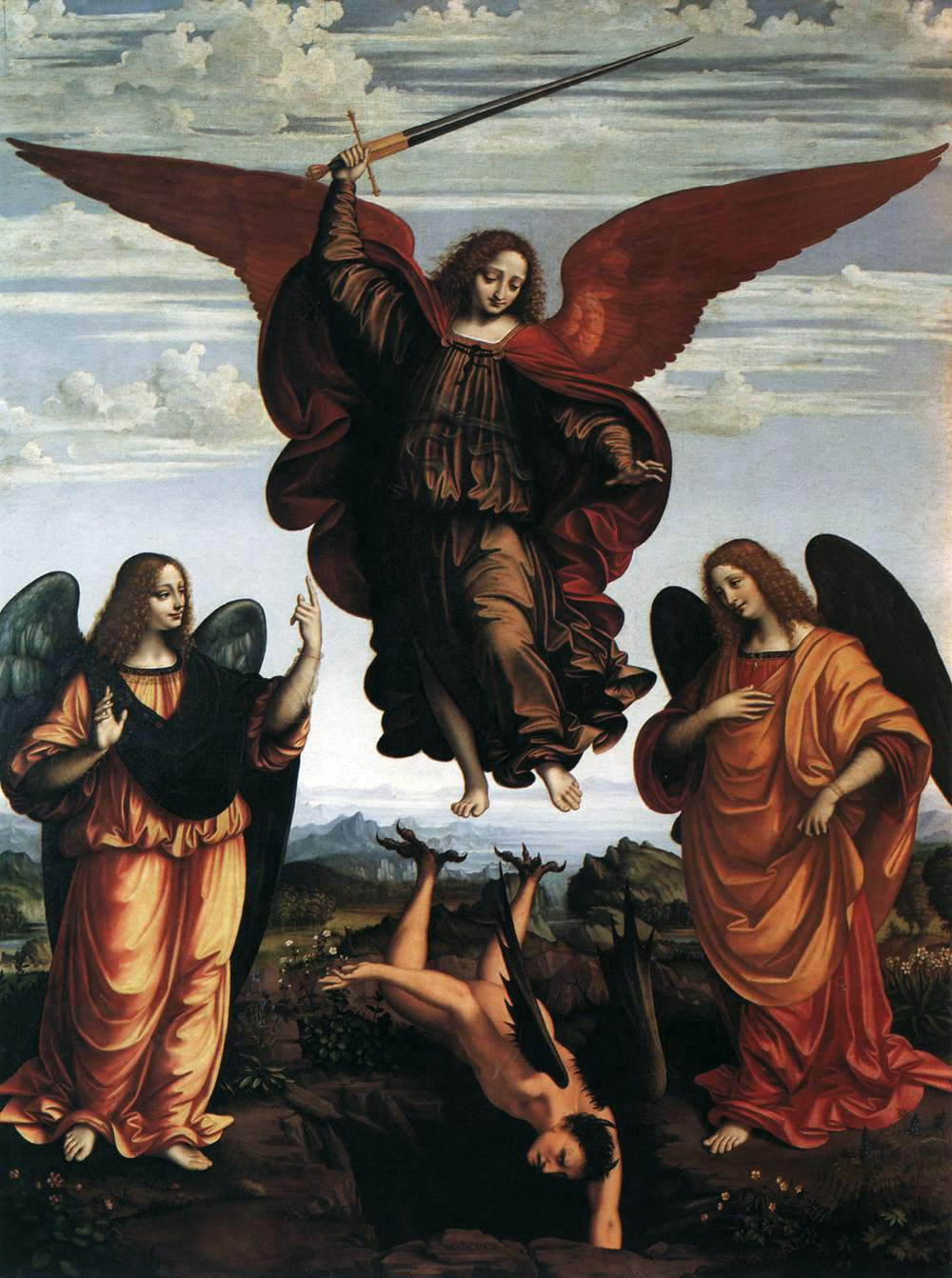
I tre Arcangeli, di Marco d'Oggiono

Per la Chiesa Cattolica, gli arcangeli sono soltanto i tre menzionati nei testi canonici della Sacra Scrittura, di cui non è mai stato parte il libro di Enoch: san Michele arcangelo, san Gabriele arcangelo, san Raffaele arcangelo. La loro festa ricorre il 29 settembre.
L'ultima riforma del calendario liturgico ha riunito in una sola festività le Solennità della Santa Famiglia dei Tre Arcangeli: Michele, Gabriele e Raffaele, la cui festa cadeva rispettivamente il 29 settembre, il 24 marzo e il 24 ottobre. Nonostante la sua importanza religiosa, il 29 settembre è un giorno lavorativo in molta parte dell'Europa, non riconosciuto dagli Stati.
Per la tradizione cattolica e ortodossa, e la spiritualità cristiana del Medioevo, esiste da sempre un immutabile ordine creato da Dio in cielo e sulla terra, un ordine di "precedenza" e "importanza" nella preghiera, che se osservato ne aumenta la grazia ed efficacia: Santissima Trinità, Gesù Cristo, Maria Vergine Immacolata, san Giuseppe, san Michele Arcangelo, san Gabriele e san Raffaele Arcangeli.
Oltre alle Solennità a questi arcangeli dedicate, dette sopra, possono essere invocati nella loro regalità, anche nelle Solennità a creature "di ordine superiore": quanto alla filosofia, mentre per quanto attiene alla sostanza nulla è superiore a un Arcangelo, se non Dio Uno e Trino stesso. Possono quindi con pari (o maggiore) profitto essere invocati con genuflessione in una Solennità come il Natale, la Pasqua, il Corpus Domini, una festa mariana ad esempio per un dogma (Immacolata Concezione, Verginità, Assunzione), dopo aver pregato le altre creature nell'ordine dato, come segno di forza divina (forza di giustizia e forza di misericordia).
Solamente a questi tre Arcangeli è attribuito il titolo di Santo, oltre agli angeli di classe inferiore rimasti ad essi fedeli (v. Tommaso d'Aquino, santo e dottore della Chiesa): a tutti loro possono essere rivolte le preghiere, e sono consacrati luoghi di culto cattolici o ortodossi.
La corona angelica è una preghiera tradizionale dedicata ai tre arcangeli, e all'angelo custode.

## Nell'Islam

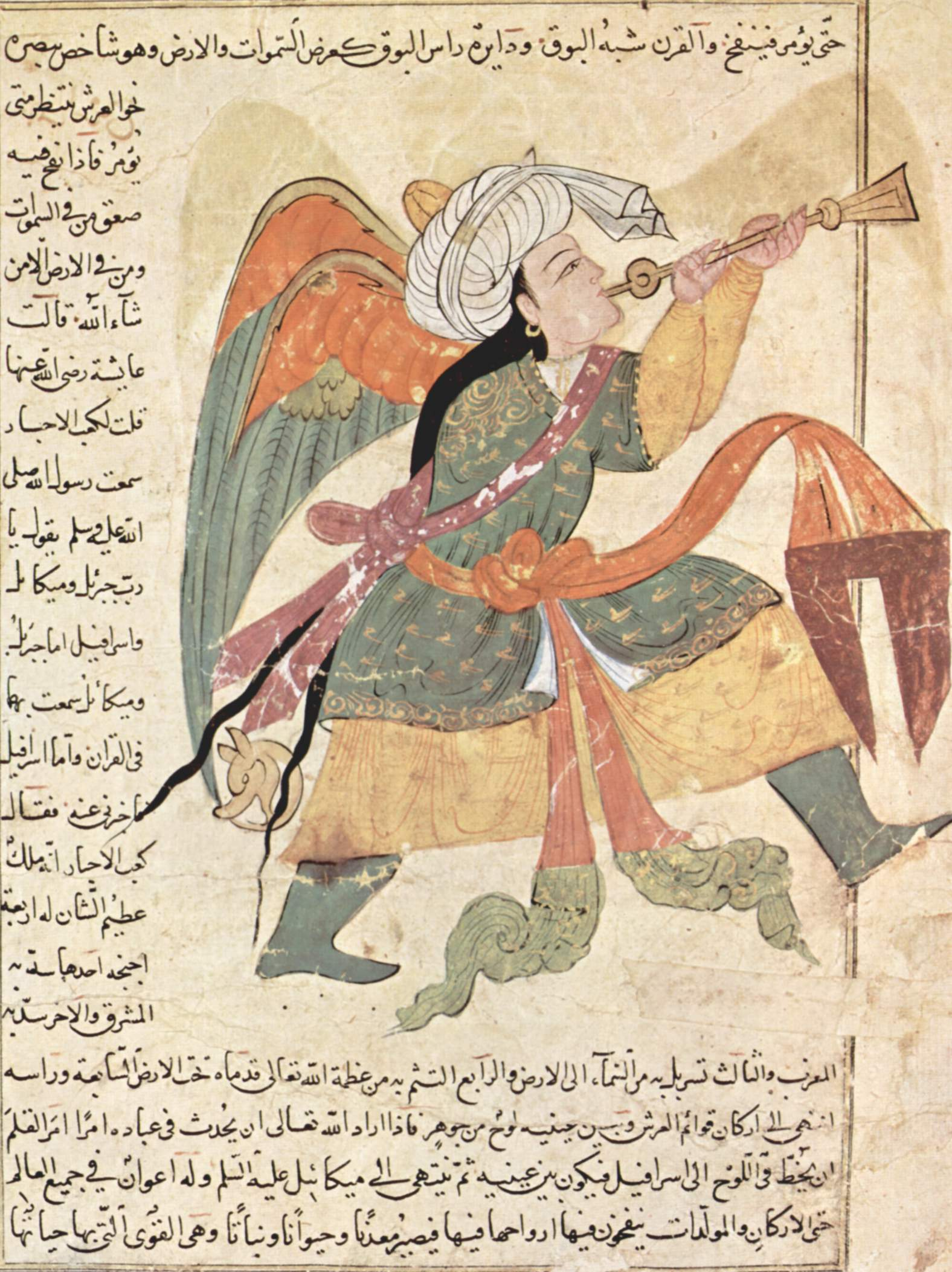
Israfil (Iraq, 1280)

Nei testi di teologia islamica non si fanno distinzioni tra "angeli" e "arcangeli", che sarebbero comandati solo da Allah. Non esistono studi che, parlando di Mīkāʾīl o Mīkāl (angelo della sostanza), di Gabriel o Jibrīl (angelo della rivelazione, che porta il Corano a Maometto), e Azrael o ʿIzrāʾīl (angelo della morte) - li definiscano "arcangeli". I nomi che sono menzionati includono l'angelo della morte o Malak al-mawt, Israfil o Israfil (angelo che è riferito al giorno del Giudizio), Malik (il custode degli Inferi), Munkar e Nakīr (angeli dell'interrogazione, che rivolgeranno domande alle anime dei morti riguardo alla loro vita prima della morte in occasione del "tormento della tomba" (ʿadhāb al-qabr) e Radwan (il custode del Cielo). Raqib o 'Atid è l'angelo che tiene i ricordi della vita di ogni persona, che sia buona o cattiva. Israfil e Ezrail non sono mai menzionati nel Corano, come del resto Nakir e Munkar, mai menzionati sia nel Corano sia in altre scritture islamiche. Viene però enfatizzato nei testi islamici che gli angeli sarebbero entità senza sesso.

## Altre tradizioni
Gli esoteristi a volte associano gli arcangeli alla tradizione Kabbalistica e alle varie stagioni ed elementi, o anche ai colori. In alcune cerimonie magiche i quattro arcangeli maggiori (Michele, Gabriele, Raffaele e Uriele) sono invocati per le quattro direzioni, e corrispondono a colori associati a proprietà magiche. I quattro principali arcangeli sono anche associati alle quattro stagioni: Raphael (primavera), Uriel (estate), Michael (autunno) e Gabriel (inverno).
Negli insegnamenti di Rudolf Steiner, ci sono quattro spiriti che appartengono al livello gerarchico degli arcangeli. In generale, i loro compiti sono di ispirare e proteggere grandi gruppi di persone, come nazioni, popolazioni o gruppi etnici; essi perciò sono chiamati anche spiriti del popolo. Ciò li distingue dagli angeli, che invece si occupano dei singoli individui (angeli custodi) o dei piccoli gruppi.
Non sempre gli arcangeli sono stati considerati "buoni" nelle tradizioni esoteriche, e qualcuno arriva a indicarne alcuni come collaboratori di Ahriman/Satanael. Steiner sostiene ad esempio che esistono, oltre a quelli regolari, anche arcangeli «irregolari» a cui è stato affidato il compito di ostacolare l'evoluzione dell'umanità anziché favorirla, per indurla a sviluppare il libero arbitrio; per questo essi si sono come «sacrificati», rinunciando ad evolversi secondo il normale processo di elevazione lungo i gradi della gerarchia degli angeli, e diventando degli esseri irregolari, fermi allo stadio di arcangeli.
Il loro scopo sarebbe quello di alienare l'umanità dal mondo spirituale, promuovere il materialismo, e incoraggiare l'uso esclusivo della mente, negando il ruolo delle emozioni e dei sentimenti umani. Spesso la comprensione tradizionale e religiosa, ma a volte anche quella esoterica, dei livelli di coscienza angelici o "arcangelici" si limita a catalogare tali entità entro le comuni categorie dualistiche del bene/male. Vi sono tuttavia modi diversi di interpretare tale differenza di moralità, cercando di spiegare il paradosso del male entro un orizzonte metafisico come quello della teodicea, o con la distinzione tra angeli regolari ed irregolari proposta da Steiner.
Nell'arte, gli Arcangeli sono spesso rappresentati con grandi ali contenenti molti occhi. Alcuni dei più rappresentati sono Gabriele, Michele, Raffaele, Metatron e Uriel.